# Operace Kitur
Operace Kitur (hebrejsky:  מבצע כיתור, Mivca Kitur, doslova Operace Obklíčení) byla vojenská akce provedená v květnu 1948, v době konce britského mandátu nad Palestinou, ještě před vznikem státu Izrael, židovskými jednotkami Hagana, jejímž výsledkem bylo ovládnutí arabských vesnic v  pobřežní planině okolo židovského města Rechovot a Mazkeret Batja. Šlo například o arabská sídla Akir či Katra.
Šlo o součást širšího trendu během první arabsko-izraelské války (respektive jí předcházející občanské války v Palestině) kdy židovské jednotky v rámci takzvaného Plánu Dalet obsazovaly ještě před koncem mandátu klíčové oblasti přidělené v plánu na rozdělení Palestiny Organizace spojených národů  budoucímu židovskému státu.  Akci prováděla Brigáda Giv'ati. Ve stejné době podobným způsobem Židé dobývali arabská sídla v rámci Operace Chamec nebo Operace Barak. V rámci Operace Kitur se pod plnou židovskou kontrolu dostal také areál letiště Tel Nof, které pak sehrálo roli jako cílové místo leteckého transportu zbraní v rámci Operace Balak.